# Diphlebia euphoeoides
Diphlebia euphoeoides är en trollsländeart som beskrevs av Tillyard 1907. Diphlebia euphoeoides ingår i släktet Diphlebia och familjen Lestoideidae. IUCN kategoriserar arten globalt som livskraftig. Inga underarter finns listade i Catalogue of Life.